# Национальный стадион (Бухарест)
Национальный стадион Бухареста (рум. Stadionul Național din București) — футбольный стадион в городе Бухарест, столице Румынии. На этом стадионе 9 мая 2012 состоялся финал Лиги Европы УЕФА 2012, который стал первым финалом европейского клубного турнира, прошедшим в Румынии. На стадионе также выступал футбольный клуб «Оцелул» как участник Лиги чемпионов УЕФА 2011/2012 и играет сборная Румынии. По рейтингу стадионов УЕФА Национальный стадион относится к аренам 4-й, высшей категории.

## Строительство
В октябре 2005 года правительство Румынии предложило снести старый стадион «Лия Манолиу» вместимостью 60 тысяч человек и построить новую, современную арену. После долгих дискуссий и поиска средств работы по сносу стадиона начались в конце 2007 года, когда на арене был проведён последний матч: в рамках отборочного турнира чемпионата Европы 2008 сборная Румынии, которая успешно туда квалифицировалась, разгромила сборную Албании со счётом 6:1.
Строительство арены затягивалось из-за финансовых трудностей, из-за чего в мае 2009 года Сорин Опреску, примар Бухареста раскритиковал строителей и заявил, что те отстают по графику на 20 недель. К 8 октября 2009 было решено установить раздвижную крышу стоимость 20 миллионов евро. В декабре 2009 года работы были приостановлены ввиду недопустимых погодных условий, однако через год стадион уже был достроен. Отделочные работы завершились в июне 2011 года.

## Особенности
Стадион вмещает 55 600 человек, однако в некоторых случаях возможно расширение вместимости до 63 тысяч человек. На арене есть 3 600 VIP-мест и 126 мест для журналистов (возможно увеличение до 548), 360 комнат отдыха, система подогрева поля, 2100 парковочных мест и раздвижная крыша, которая открывается (или закрывается) в течение 15 минут.

## Использование
Решение о проведении финала Лиги Европы 2011/2012 было принято в Ньоне 29 января 2009 года. Ещё до этого на стадионе должны пройти два крупных события в присутствии 10 и 40 тысяч зрителей соответственно. Румынский клуб «Оцелул» объявил о проведении своих матчей в Лиге чемпионов на Национальном стадионе.
Стадион должен был открыться 10 августа 2011 года матчем Румынии и Аргентины, но 26 июля сборная Аргентины объявила об отмене игры из-за того, что тренер сборной был уволен после неудачи на Кубке Америки. Открытие стадиона состоялось 6 сентября 2011 года матчем с Францией в рамках отбора на Евро-2012.

## Транспорт
На стадион можно добраться несколькими путями: троллейбусными, автобусными и трамвайными маршрутами.